# Stigmella abachausi
Espèce
Stigmella abachausi est une espèce de lépidoptères (papillons) de la famille des Nepticulidae, de la sous-famille des Nepticulinae. Elle est endémique de Namibie.